# جیمز ویلکینسون
جیمز هاردی ویلکینسون (به انگلیسی: James Hardy Wilkinson)، دانشمند برجسته در زمینه آنالیز عددی است، رشته‌ای در مرز ریاضیات کاربردی و علوم رایانه که بطور ویژه برای فیزیک و مهندسی بکار گرفته شد. وی جایزۀ تورینگ را در سال ۱۹۷۰ دریافت نمود.

## تحصیلات
ویکینسون در استرود، انگلستان به دنیا آمد و برنده بورسیه تحصیلی بنیاد برای مدرسه ریاضی سر جوزف ویلیامسون در روچستر شد. او رشته ریاضی را در کالج ترینیتی کمبریج گذراند و در آنجا به عنوان داشجوی ارشد فارغ‌التحصیل شد.

## حرفه
در سال ۱۹۴۰ با شروع جنگ، کار روی بالستیک را آغاز کرد اما به آزمایشگاه ملی فیزیک منتقل شد. در سال ۱۹۴۶، او با آلن تورینگ در ACE کار کرد. بعدها، علایق ویلکینسون او را وارد حوزه تحلیل عددی کرد، جایی که او الگوریتم‌های مهم زیادی را کشف کرد.

## جوایز و افتخارات
ویلکینسون در سال ۱۹۷۰ جایزه تورینگ را برای تحقیقاتش در تجزیه و تحلیل عددی برای تسهیل استفاده از رایانه دیجیتالی پرسرعت دریافت کرد، و به همین خاظر در محاسبات در جبر خطی و تجزیه و تحلیل خطاهای عقب مانده به رسمیت شناخته شد. در همان سال، او در انجمن ریاضیات صنعتی و کاربردی (SIAM) جان فون نویمان سخنرانی کرد.
ویلکینسون همچنین در سال ۱۹۷۳ دکترای افتخاری را از دانشگاه هریوت-وات دریافت کرد.
او در سال ۱۹۷۴ به دلیل پیشگامی در علوم رایانه به عنوان عضو ممتاز جامعه رایانه بریتانیا انتخاب شد.
جوایز جیمز اچ. ویلکینسون در تحلیل عددی و محاسبات علمی، که در سال ۱۹۸۲ توسط SIAM، و جی. اچ. ویلکینسون برای نرم‌افزار عددی، که در سال ۱۹۹۱ تأسیس شدند، به افتخار او نام‌گذاری شده‌اند.
در سال ۱۹۸۷، ویلکینسون جایزه شوونت انجمن ریاضی آمریکا را برای مقاله‌اش «چند فورمولی خیانتکار» دریافت کرد.

## زندگی شخصی
ویلکینسون در سال ۱۹۴۵ با هدر ور ازدواج کرد. او در ۵ اکتبر۱۹۸۶ بر اثر حمله قلبی در خانه درگذشت. همسر و پسرشان بعد از فوت او به زندگی خود در ادامه دادند.